# باربارا دکس
باربارا دکس (به انگلیسی: Barbara Dex) (زاده ۲۲ ژانویه ۱۹۷۴) خواننده بلژیکی است.
او نماینده بلژیک در مسابقه آواز یوروویژن ۱۹۹۳ بود.